# Mutsamudu
Mutsamudu este un oraș în Comore, în  insula autonomă Anjouan. În 2012 avea o populație de 26469, iar la recensământul din 1991 avea 16540 locuitori.